# مطير (اسم)
مطير هو اسم علم مذكر من أصل عربي، ومعناه هو كثير المطر السخي الكريم المعطاء، وإذا صغر صار المطر قليلًا وسخاؤه قليلًا.

## الأصل اللغوي
معناه هو كثير المطر السخي الكريم المعطاء، وإذا صغر صار المطر قليلًا وسخاؤه قليلًا.

## شخصيات تحمل الاسم
- مطير بن الأشيم الأسدي

## وصلات خارجية
- موسوعة السلطان قابوس لأسماء العرب